# هلیم (فیلم ۲۰۱۴)
«هلیُم» (انگلیسی: Helium) یک فیلم کوتاه است به کارگردانی آندرس والتر است که در سال ۲۰۱۴ منتشر شد.

## داستان
داستان درباره ی آلفرد پسر کوچکی در بیمارستان است که از بیماری ترمینال نامعلومی رنج می برد و انزو، سرایدار بیمارستان، در ملاقات با آلفرد سعی در ایجاد دوستی ، برای او از دنیای خیالی زیبایی به نام هلیوم میگوید و شادی و لذت از زندگی را دوباره برای او احیا میکند.انزو به او میگوید که برای رفتن به هلیوم باید سوار بالون شود که انزو آن بالون را برایش درست میکند....

## بازیگران
- پل فولک کروسبک در نقش آلفرد
- کاسپر کرامپ در نقش انزو ، سرایدار بیمارستان
- ماریجانا یانکوویچ در نقش پرستار آلفرد

## جوایز
| جوایز       | جوایز       | جوایز                              | جوایز                    | جوایز |
| جایزه       | تاریخ مراسم | دسته بندی                          | دریافت کنندگان و نامزد   | نتیجه |
| ----------- | ----------- | ---------------------------------- | ------------------------ | ----- |
| جایزهٔ اسکار | ۲ مارس ۲۰۱۴ | جایزهٔ اسکار بهترین فیلم کوتاه زنده | اندرس والتر کیم ماگنوسون | برنده |